# Josep Monràs Galindo
Josep Monràs Galindo (Mollet del Vallés, 1960) es un político español que ha desempeñado el cargo de alcalde de Mollet del Vallés desde el año 2004 hasta el año 2022. Pertenece al Partido de los Socialistas de Cataluña (PSC). 

## Trayectoria
Es licenciado en psicología por la Universidad Autónoma de Barcelona y tiene un postgrado en desarrollo local.
La carrera profesional empezó de joven trabajando en diferentes colegios de Mollet como responsable de deportes, además de entrenar varios equipos en edad escolar, especialmente de baloncesto, puesto que es entrenador con titulación nacional.
Desde el año 1984 hasta el 1992 ejerció como docente en la Escuela Sant Gervasi, donde además de responsable del Departamento de Deportes, también fue responsable del Departamento de Psicología, director de BUP y miembro del Consejo Rector.
Con motivo de la nominación de Mollet como subsede olímpica y paralímpica en los Juegos Olímpicos de 1992, fue el responsable de la coordinación de los voluntarios de la ciudad y director del equipo olímpico de la subsede de Mollet del Vallès.
Desde el año 1991 es concejal de Deportes del Ayuntamiento, y también ha sido responsable de las áreas de Promoción Económica, Comercio, Trabajo y Hacienda y de Servicios Personales.
Fue escogido alcalde de Mollet del Vallès el 10 de enero de 2004 y reelegido el 16 de junio de 2007. El 19 de julio de 2007 fue nombrado diputado provincial y responsable del área de deportes de la Diputación de Barcelona, cargo que terminó dejando en 2011 pues CIU y PP pasaron a tener el control de la Diputación. En las elecciones municipales de mayo de 2011, fue reelegido alcalde y asumió en la sesión constituyente del 11 de junio de 2011. 
A los pocos días de su reelección, tuvo que afrontar una de las mayores polémicas de su carrera política. El 22 de junio de 2011 se hizo pública la noticia en el periódico El País de que pretendía subirse el sueldo de alcalde en un 32%, pasando de 59.000 euros brutos anuales a 78.000 así como el de otros regidores. Monràs se justificó alegando que él no había cobrado como alcalde desde su reelección en 2007 pues sus ingresos provinieron de su cargo como diputado, los cuales ascendían a 98.000 euros brutos anuales hasta que en 2010 fueron rebajados un 15% (83.500). Además, también defendió que el sueldo seguía estando por debajo de lo que dictan organismos como la FMP (Federació Catalana de Municipis) y la ACM (Associació Catalana de Municipis). Finalmente, su sueldo se vio incrementado un 10% (lo que supondría un incremento de 6.000 euros quedando en 65.000) y el de los regidores un 7% para igualar los sueldos del 2007. Este suceso generó un descontento entre algunos habitantes de la localidad lo que generó que unos 300 habitantes lo increparan durante casi dos kilómetros en el transcurso desde el Ayuntamiento hasta el Centro Cívico Can Pantiquet
Reelegido alcalde para el mandato 2015-2019 por ser la formación más votada en elecciones del 24 de mayo con 5.338 votos (26,36%), y siete regidores por delante de Canviem Mollet - CM